# Pentagon (byggnad)
För andra betydelser, se Pentagon (olika betydelser).
Pentagon är en byggnad där USA:s försvarsdepartement har sitt säte. Byggnaden ligger i Arlington County i delstaten Virginia vid Potomacfloden nära gränsen till Washington, D.C.. Trots att Pentagon inte fysiskt ligger innanför Columbiadistriktets gränser är ZIP-koden ändå ”Washington, D.C”. Termen Pentagon (engelska: The Pentagon) används ofta som en metonym för försvarsdepartementet och dess ledning. 
Pentagon uppfördes 1941–1943 av United States Army Corps of Engineers med George Edwin Bergstrom som arkitekt, efter att den byggnad som ursprungligen var avsedd som krigsdepartementets nya högkvarter (Harry S Truman Building, som därefter blev säte för USA:s utrikesdepartement) bedömdes vara för liten. Namnet kommer av att byggnaden sedd från ovan har formen av en pentagon (femhörning), egentligen fem stycken koncentriska pentagoner som interngeografiskt benämns som ringar med A innerst och E ytterst. 
Pentagon är en av världens största kontorsbyggnader. Kontorsytan upptar knappt 350 000 kvadratmeter. Korridorernas längd är drygt 28 kilometer. Omkring 23 000 människor arbetar i byggnaden varje dag.
Pentagon är ansluten till Washingtons tunnelbana med en egen station och anslutande bussterminal. Byggnaden bevakas av en egen civil poliskår, Pentagon Force Protection Agency (PFPA).

## 11 september 2001
Den 11 september 2001 tog fem kapare kontroll över trafikflyget American Airlines Flight 77 som avsiktligt flögs in i Pentagons västra sida. Samtliga 64 på flygplanet och 125 personer i byggnaden omkom. Byggnaden skadades allvarligt av kollisionen. Den återuppbyggdes och de berörda delarna kunde åter tas i bruk den 15 augusti 2002. Vid återuppbyggnaden inkluderades en minnesplats och ett kapell i byggnaden där flygplanet träffade. År 2008 öppnades Pentagon Memorial, som är en permanent minnesplats på gården utanför byggnaden.

## Bildgalleri

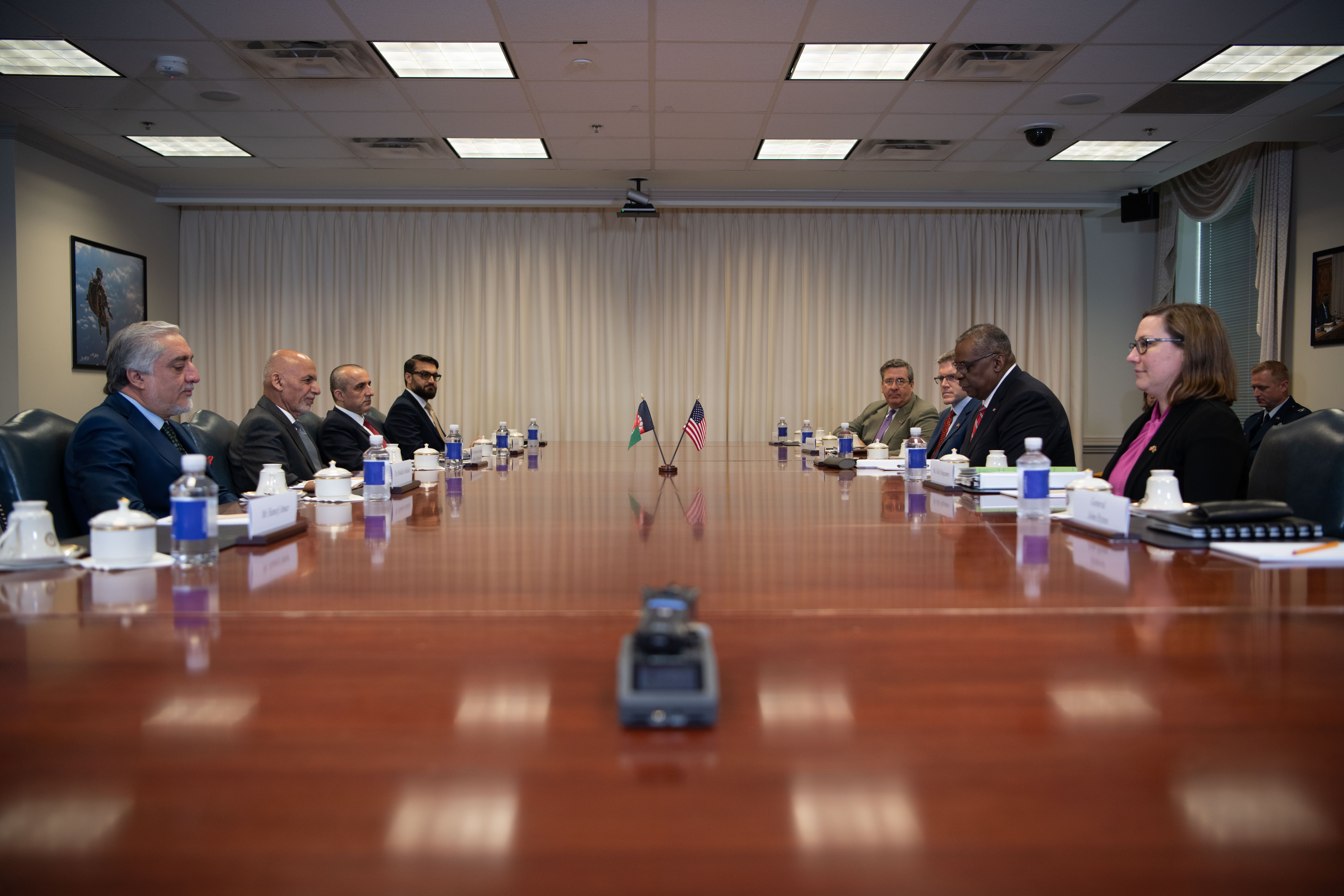
USA:s försvarsminister Lloyd Austin talar med Afghanistans president Ashraf Ghani och ordförande för High Council for National Reconciliation Dr. Abdullah Abdullah under ett möte i Pentagon 25 juni 2021.
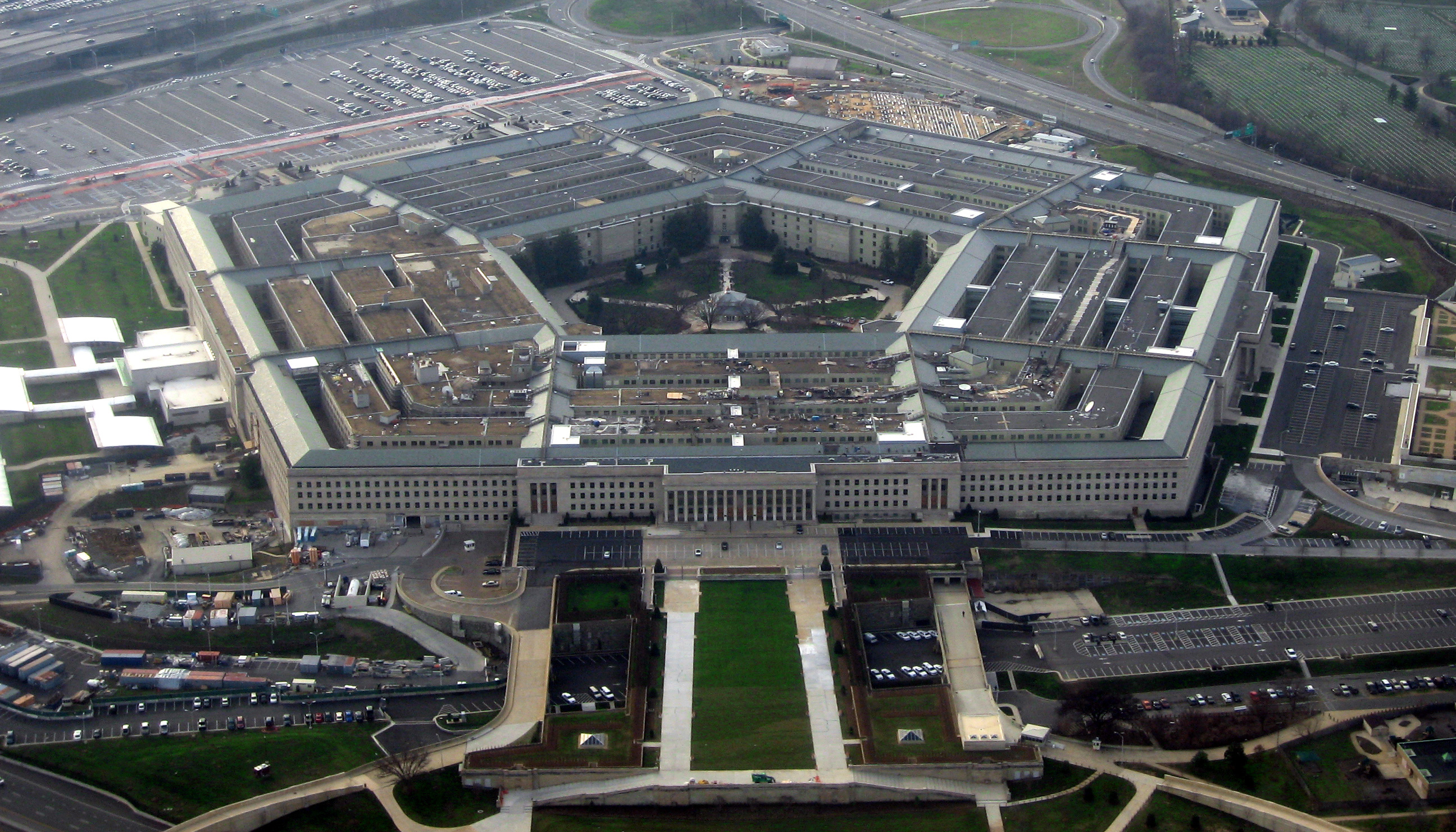
Huvudingången, River Entrance.
Foto taget den 14 september 2001.
Storleksjämförelse med kryssningsfartyget RMS Queen Mary 2, hangarfartyget USS Enterprise, zeppelinaren Hindenburg, slagskeppet Yamato, Empire State Building, supertankern Knock Nevis och Apple Park (Apples huvudkontor).
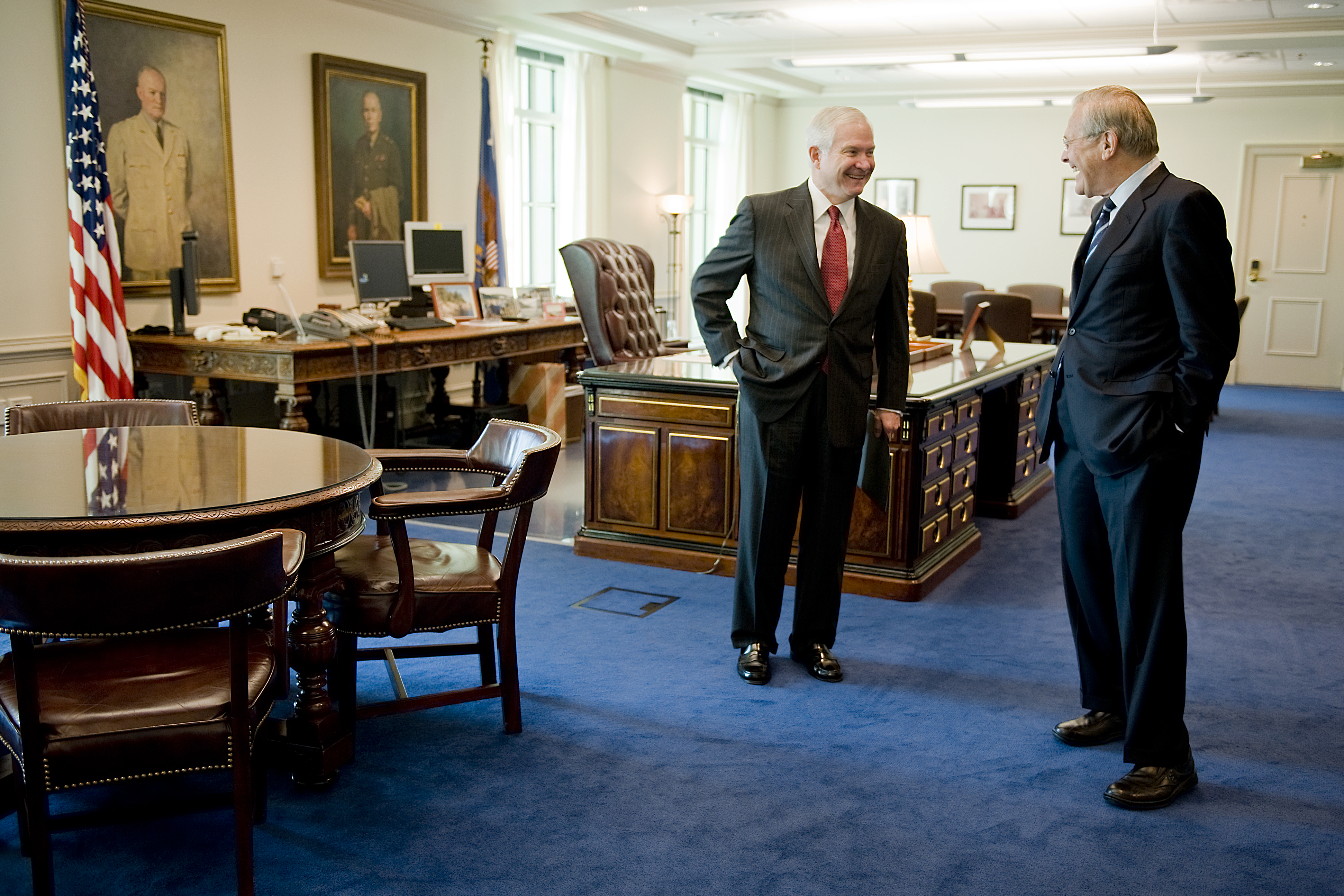
Robert Gates och Donald Rumsfeld i försvarsministerns kontor.
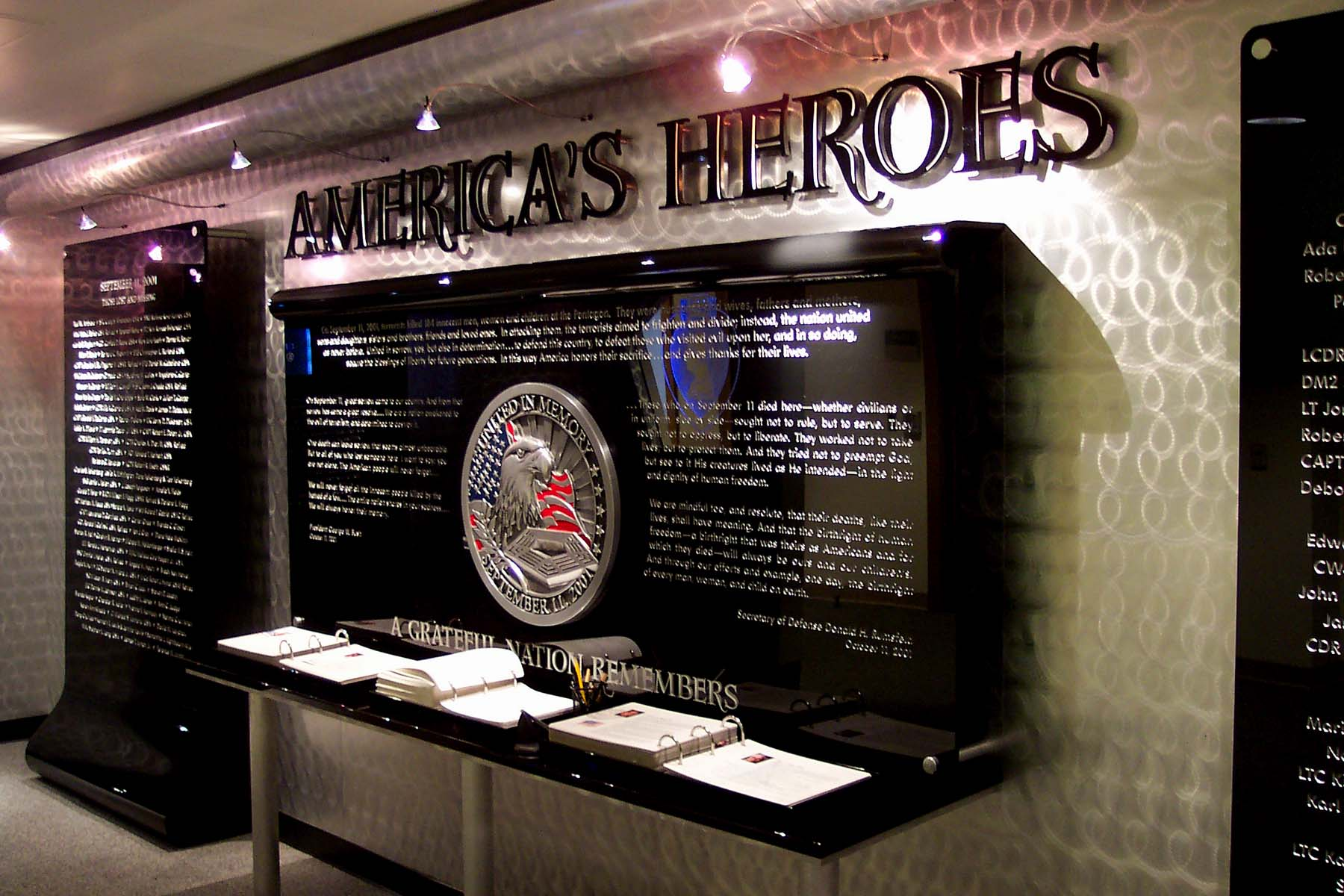
America's Heroes Memorial.